# 七年目の浮気
『七年目の浮気』（しちねんめのうわき、原題：The Seven Year Itch）は、1955年のアメリカ合衆国のコメディ映画。ビリー・ワイルダー監督。20世紀フォックス製作・配給。出演はトム・イーウェルとマリリン・モンローなど。
ジョージ・アクセルロッドのブロードウェイの同名舞台劇をアクセルロッド自らの脚色（ビリー・ワイルダーとの共同脚本）で映画化。マリリン・モンローが地下鉄の通気口に立ち、白いスカートがふわりと浮き上がるシーンは映画史上に残る有名なシーン。ラフマニノフのピアノ協奏曲第2番も有名。
主演のトム・イーウェルは第13回ゴールデングローブ賞において主演男優賞（ミュージカル・コメディ部門）を受賞した。
本作は作品中に著作権表記があるものの公開時期が古く、リニュー（著作権更新手続き）が行われなかったことから公開当時の米国の法律（方式主義）により権利放棄とみなされ、米国においてはパブリックドメインとなった（このため、コモンズに高解像度のスクリーンショット、ウィキクオートに台詞の抜粋が収録されている）。

## ストーリー
マンハッタン島に住むマンハッタン族は暑い季節になると妻や子どもたちが涼しいところに出かけ、夫は島に残るという。
500年後の話。ニューヨークの三文小説の出版社に勤める中年のリチャードは、妻と息子がバカンスに出かけ、一人でアパートに戻る。すると、上階に部屋主カウフマンの避暑旅行の留守期間だけ若いブロンド美女が間借りしているのを知る。その彼女が誤って上から植木鉢を落としてしまい、あやうく死にかけたリチャードは激怒するが、相手がその彼女と知ると、一転して穏やかに彼女を家に招待する。暑すぎて冷蔵庫に下着を入れて冷やしているという彼女の言葉に妄想を膨らませたリチャードは、テレビCM「ピカピカ歯磨きアワー」に出演しているという彼女に浮気心がうずくのを感じる。もともと様々な女性との恋愛に対する想像力がたくましすぎるリチャードは、ひたすら彼女との関係を妄想する。そして彼女にピアノの演奏をねだられたリチャードは「チョプスティック」を彼女と連弾するうちに一方的に気分が盛り上がってしまい、彼女にキスをしようとして2人で椅子から転げ落ちると、正気に戻る。
翌日、職場でブルベイカー博士の原稿を読んでいたリチャードは、結婚7年目の男の浮気心を「7年目のうずき（itch）」と説明している内容に、自分も同じ結婚7年目であることから一段と良心の呵責に苛まれるようになる。そして、打ち合わせのために訪ねてきたブルベイカー博士に、妄想が加速していることが指の痙攣から知られてしまう。たまりかねて妻に電話をかけると、妻は作家のマッケンジーやその仲間たちと干し草の車でドライブに出かけたという。アパートに戻ったリチャードは、妻とマッケンジーの不倫を妄想し、その対抗心から、階上の美女を誘って冷房完備の映画館に『大アマゾンの半魚人』（1954年）を観に行く。その帰り道で、彼女は地下鉄の風でスカートがめくれるが、「Delicious!」と叫んで涼しさを楽しむ。そして、彼女がテレビCMに出演している「ピカピカ歯磨き」の効果を確認するとして、リチャードと彼女はキスを交わす。アパートに戻った2人はクーラーのあるリチャードの部屋で涼む。彼女はクーラーのないカウフマンの部屋で暑さのために3日も寝ておらず、明日の仕事のためにどうしても眠りたいと、リチャードに部屋に泊めて欲しいと頼む。リチャードは彼女を泊めることにするが、そこに夜遊びから帰ってきた管理人が現れたため、誤解されないようにと仕方なく彼女を上階に帰らせる。ところが、上階との間を塞いでいた板を外して彼女が降りてくる。リチャードは彼女を寝室に寝かせ、自分は居間で一夜を明かす。
翌朝、再びノイローゼ的妄想に襲われたリチャードだったが、冷静になると、妻は自分のような冴えない中年男が浮気するなど全く想像だにしておらず、嫉妬などしないと吐露する。それを聞いた彼女はリチャードが充分に魅力的な男性であり、嫉妬しないのはおかしいと言う。こうして励まされたリチャードのもとに、マッケンジーが突然訪ねてくる。彼はリチャードの妻の依頼で息子の忘れ物であるパドルを取りに来ただけだったのだが、妄想が肥大化していたリチャードはマッケンジーを殴り倒してしまう。そこに管理人が絨毯の交換のためにやって来ると、彼にマッケンジーを運び出させ、自分は息子のためにパドルを持って避暑地に向かうことにする。そんなリチャードに彼女は優しくキスをする。リチャードは唇についた口紅をハンカチで拭い取ろうとするが、彼女はそれを止める。そして「奥さんがクランベリーソースと間違えたらおバカさんだと言って」と告げる。リチャードは勇んで部屋を飛び出すが、彼女は靴を履き忘れたリチャードを呼び止めて靴を投げ渡す。リチャードは笑顔で駅に向かって走り出す。

## キャスト
| 役名                   | 俳優                       | 日本語吹き替え | 日本語吹き替え | 日本語吹き替え |
| 役名                   | 俳優                       | NETテレビ版    | フジテレビ版   | LD版           |
| ---------------------- | -------------------------- | -------------- | -------------- | -------------- |
| ブロンド美女           | マリリン・モンロー         | 向井真理子     | 向井真理子     | 向井真理子     |
| リチャード・シャーマン | トム・イーウェル           | 島宇志夫       | 羽佐間道夫     | 愛川欽也       |
| ヘレン・シャーマン     | イヴリン・キース           | 藤波京子       | 来宮良子       | 小沢寿美恵     |
| トム・マッケンジー     | ソニー・タフツ             | 小林修         | 中田浩二       | 阪脩           |
| ブルベイカー博士       | オスカー・ホモルカ         | 寄山弘         | 寄山弘         | 辻村真人       |
| ミス・モリス（秘書）   | マルグリット・チャップマン | 小原乃梨子     | 杉田郁子       | 高畑淳子       |
| クルフリック（管理人） | ロバート・ストラウス       |                |                | 人見きよし     |
| 水道屋                 | ヴィクター・ムーア         |                |                | 小野丈夫       |
| エレーン               | ロクサーヌ                 |                |                | 小宮和枝       |
| ナレーション           | トム・イーウェル           | 三遊亭圓楽     | 中村正         | 中村正         |

- NETテレビ版：初回放送1969年5月18日『日曜洋画劇場』

※2015年9月2日発売の『吹替の名盤』シリーズ ＜テレビ吹替音声収録＞HDリマスター版DVDに収録（約96分）
- フジテレビ版：初回放送1973年7月13日『ゴールデン洋画劇場』
- LD版：品番FY532-26MA・ソフト未収録

※2017年1月19日にWOWOWで放送。

## 制作

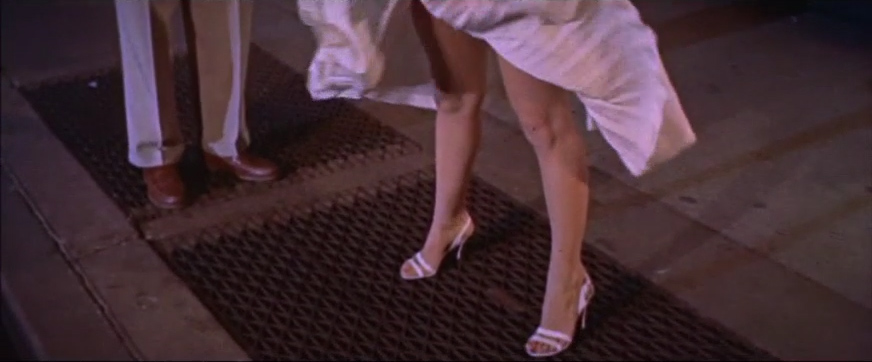
スカートがまくれ上がるシーン

監督は初対面のモンローに「ブラジャーをつけてないの」と言われたという。不倫を扱った物語ということでアメリカ映画協会などからの検閲が厳しく、不可能だと思われていた。映画では多くのシーンが削除されてしまった。「トム・イーウェルの『メイドが、ベッドのなかに一本のヘアピンを見つける』」というアイデアも削らざるを得なかった。また、撮影当時、モンローの精神状態が不安定で遅刻も多く、せりふを覚えていなかったり忘れることがしばしばあったため、「30テイクめにようやくせりふを言うんだが、それは誰にもまねのできないくらいすばらしかった」と述懐している。
映画のシーンと一般的に出回っているスカートのシーンは異なり、スティール写真として別に撮られたものである。モンローは撮影前にパンティを2枚重ねた。しかし、煌煌と照らすアーク灯のライトを浴びると、まだ透けることがあったが、映画には使われず、フィルムも行方不明だという。ロケで撮影したシーンは野次馬の声が入っているなどして使い物にならず、スタジオで撮り直したものだという。
例のスカートがまくれ上がるシーンの大観衆の前での撮影風景を見て、夫のジョー・ディマジオが激怒。二週間後に離婚が発表された。

## 作品の評価

### 映画批評家によるレビュー
批評家からは概ね高評価である。Rotten Tomatoesによれば、31件の評論のうち高評価は87%にあたる27件で、平均点は10点満点中7.2点となっている。
その一方で、タイムアウト誌は「モンローは自分の持ち味をあからさまにひけらかし過ぎており、そのために生身の人間らしさを失っているよう見える。また、ジョージ・アクセルロッドの演劇は、1950年代には新鮮で際どいものだったが、今では少し見え透いていてプロットを練り過ぎているように見える。」としている。

### 受賞歴
第13回ゴールデングローブ賞で主演男優賞（ミュージカル・コメディ部門）をトム・イーウェルが受賞している。

## 備考
- 映画で使用されたマリリン・モンローの白いドレスは、2011年にカリフォルニア州でオークションに出品され、460万ドル（約3億7,000万円）で落札されている[12]。